# Deuticke Verlag
Der Deuticke-Verlag war zuletzt ein Imprint-Verlag des Paul Zsolnay Verlags, der internationale und deutschsprachige Literatur und Sachbücher publiziert. Ende 2019 ist Deuticke im Paul Zsolnay Verlag aufgegangen.

## Geschichte
Der Deuticke-Verlag wurde vor über hundert Jahren gegründet. Franz Deuticke (1850–1919), geboren in der Nähe von Leipzig, kam als junger Buchhandelsgehilfe nach Wien, wo er am 1. April 1878 gemeinsam mit Stanislaus Toeplitz eine Buchhandlung in der Schottengasse 6 erwarb. Ab 1886 war Franz Deuticke Alleininhaber der Firma, die von nun an seinen Namen trug. Das Sortiment und der nebenbei betriebene Verlag mit dem Schwerpunkt Naturwissenschaften profitierten von der Nähe der Universität.
1909 übersiedelte man in die nahe gelegene Helferstorferstraße 4, wo die Buchhandlung Deuticke mit ihrem Antiquariat bis Jahresende 2003 residierte. Als Franz Deuticke 1919 starb, übernahm sein ältester Sohn Hans (1887–1953) die Firma.
Im April 1938 beschlagnahmte und verbrannte die Gestapo etwa die Hälfte der Bestände, darunter Erstausgaben von Autoren wie C. G. Jung und Sigmund Freud, dessen Werk Die Traumdeutung 1900 bei Deuticke erschienen war. Nach Kriegsende schaffte Hans Deuticke den Neubeginn mit einer verlegerischen Entscheidung von weitreichender Bedeutung: Er gründete 1946 mit fünf Kollegen die Arbeitsgemeinschaft österreichischer Schulbuchverleger.
Im Rahmen dieser kam es zur Annäherung an den Österreichischen Bundesverlag, mit dem Deuticke (wie auch Residenz und der Verlag Christian Brandstätter) in Form einer Holding verbunden  war. Im Dezember 2003 wurde der Deuticke Verlag an die Ernst Klett GmbH verkauft, von der die Paul Zsolnay Verlag GesmbH Deuticke am 1. August 2004 erwarb. Der Verlag zog gemeinsam mit Zsolnay in die Räumlichkeiten in der Prinz-Eugen-Straße 30 im Vierten Wiener Gemeindebezirk und war bis 2019 ein Imprint von Zsolnay. Der Paul Zsolnay Verlag ist ein Tochterunternehmen des Carl Hanser Verlags. Mit Ende 2019 ist Deuticke im Paul Zsolnay Verlag aufgegangen.

## Autoren
Deuticke stand von 1990 bis 2019 für internationale und deutschsprachige Literatur und ausgewählte Sachbücher. Zu den wichtigsten Autoren zählen Martin Amanshauser, Ela Angerer, Lily Brett, Alex Capus, Dimitré Dinev, Gustav Ernst, Daniel Glattauer, Peter Goldsworthy, Elfriede Hammerl, Hans Hellmann, Paulus Hochgatterer, Werner Kofler, Michael Köhlmeier, Hannes Leidinger, Ernst Molden, Verena Moritz, Iris Murdoch, Mathias Nolte, Conrad Seidl, Gerti Senger, Josef Škvorecký, Vladimir Vertlib, Michal Viewegh, Christoph Wagner, Hans Weiss, Klaus Werner-Lobo, Monika Wogrolly und Irene Diwiak.